# G. Wayne Clough

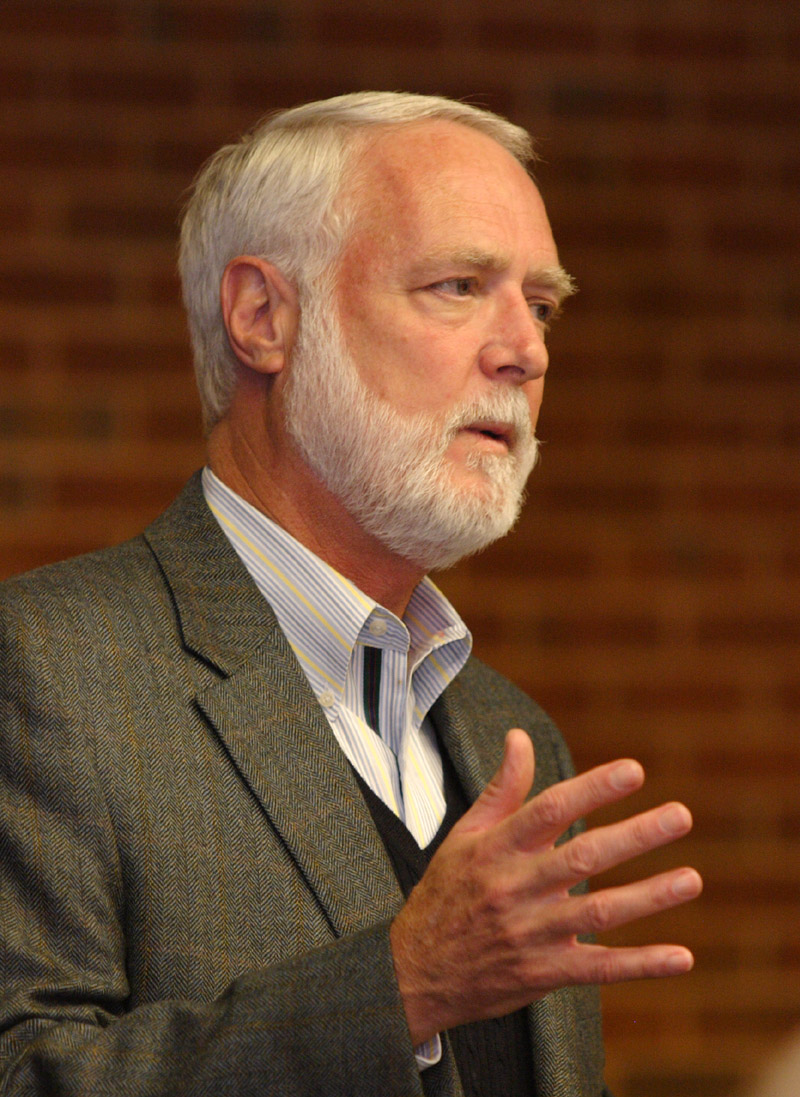
G. Wayne Clough 2005

Gerald Wayne Clough (* 24. September 1941 in Douglas, Georgia) ist ein US-amerikanischer Bauingenieur (Geotechnik).
Clough studierte ab 1960 am Georgia Institute of Technology (Georgia Tech) Bauingenieurwesen, mit dem Bachelor-Abschluss 1964 und dem Master-Abschluss 1965. Er wurde 1969 an der University of California, Berkeley promoviert (über den geotechnischen Entwurf von Schleusenkammern, U-frame Locks). Er war Assistant Professor an der Duke University sowie Professor an der Stanford University und ab 1982 an der Virginia Tech als Leiter der Abteilung Geotechnik. Außerdem war er dort 1983 bis 1990 Vorstand der Fakultät für Bauingenieurwesen und 1990 bis 1993 Dekan des College of Engineering. 1993 wurde er Provost und Vice-President for Academic Affairs an der University of Washington.
Von 1994 bis 2008 war er als Nachfolger von John Patrick Crecine Präsident der Georgia Tech, die unter seiner Leitung erheblich expandierte. In seine Zeit fielen auch die Olympischen Sommerspiele 1996, während derer der Campus als Olympisches Dorf fungierte. Über 900 Millionen Dollar wurden in den Ausbau der Universität gesteckt (unter anderem ein Zentrum für Nanotechnologie) und der Forschungsetat verdoppelt. Die Zahl der Studenten wuchs in seiner Amtszeit von 13.000 auf 18.000.
Von 2008 bis 2014 leitete er als 12. Secretary die Smithsonian Institution.
Als Geotechniker beschäftigte er sich unter anderem mit Erdbeben, der Wechselwirkung Bauwerk-Baugrund, numerischer Modellierung zum Beispiel von Baugruben, begleitet von und überprüft anhand von Messungen vor Ort. Von ihm stammen einige verbreitete Computerprogramme in der Geotechnik.
Er ist Mitgründer (1993) und erster Präsident des US Universities Council of Geotechnical Engineering Research (USUCGER).
1994 war er Terzaghi Lecturer. 1982 und 1996 erhielt er die Norman Medal der American Society of Civil Engineers (ASCE) und er erhielt deren State of the Art Award und 2004 deren Outstanding Projects and Leaders Award. 1986 erhielt er den George Westinghouse Award der American Society for Engineering Education. 1990 wurde er in die National Academy of Engineering gewählt. 2009 wurde er in die Georgia Technology Hall of Fame aufgenommen. 2002 erhielt er den National Engineering Award der American Association of Engineering Societies. Er ist mehrfacher Ehrendoktor (unter anderem Williams College, Jiao Tong Universität Shanghai, Florida Southern College, University of South Carolina, University of Maryland). 2010 wurde er in die American Academy of Arts and Sciences aufgenommen. Ein Gebäude an der Georgia Tech ist nach ihm benannt.
Von 2001 bis 2008 war er Mitglied des Council of Advisors on Science and Technology des US-Präsidenten und ab 2004 Mitglied des National Science Board. Er stand dem Komitee des National Research Council für die Prävention von weiteren Hurricane-Schäden in New Orleans vor, das unter anderem die Arbeiten des Army Corps of Engineers für das Verteidigungsministerium auswertet.